# Peter Huemer (Zoologe)
Peter Huemer (* 28. Oktober 1959 in Vorarlberg) ist ein österreichischer Biologe und Schmetterlingsforscher. Er ist am Tiroler Landesmuseum Ferdinandeum in Innsbruck tätig.

## Leben
Im Juni 1978 legte Huemer in Feldkirch die Reifeprüfung ab. Anschließend begann er in Innsbruck ein Lehramtsstudium in den Fächern Biologie und Erdwissenschaften mit den Nebenfächern Physik und Chemie, das er im Oktober 1983 abschloss. Danach erstellte er seine Diplomarbeit zum Thema Biologisch-ökologische Untersuchungen an Lepidopteren im Raum Obergurgl.
Ab dem Wintersemester 1983  absolvierte er ein im Wintersemester 1986 beendetes Doktoratsstudium der Zoologie (Schwerpunkte  Entomologie  und  Botanik) und schloss seine Dissertation zum Thema  Kleinschmetterlinge  an  Rosaceae  unter  besonderer  Berücksichtigung ihrer Vertikalverbreitung ab. Es folgte von April bis Dezember 1986 ein Studienaufenthalt am British Museum in London in der Abteilung Natural History.
Ab dem Jänner  1987  war im  wissenschaftlichen  Dienst  am  Tiroler  Landesmuseum Ferdinandeum  mit den Arbeits- und Forschungsschwerpunkten Ökologie, Taxonomie und Biogeographie alpiner Schmetterlinge tätig. Seit März 2015 ist er Kustos der Naturwissenschaftlichen Sammlungen des Tiroler Landesmuseums.
Huemer ist für die Entdeckung von mehr als 100 neuen Schmetterlingsarten verantwortlich. Der Schmetterling Oegoconia huemeri ist nach ihm benannt.
Huemer ist verheiratet und Vater einer 1989 geborenen Tochter. 

## Veröffentlichungen
(Auswahl)
- Die Kleinschmetterlingsammlung von Prof. Franz Gradl in der Vorarlberger Naturschau Dornbirn, mit Karl Burmann, Wagner, Innsbruck 1984
- Die Großschmetterlinge von Prof. Franz Gradl in der Vorarlberger Naturschau Dornbirn, mit Karl Burmann, Wagner, Innsbruck 1988
- Bestandesaufnahme der Schmetterlinge (Lepidoptera) im Gebiet der Lech-Akkumulationsstrecke zwischen Stanzach und Forchach (Nordtirol, Österreich), Ferdinandeum, Innsbruck 1991
- Die Schmetterlinge Österreichs (Lepidoptera). Systematisches Verzeichnis mit Verbreitungsangaben für die einzelnen Bundesländer, mit Gerhard Tarmann, Ferdinandeum, Innsbruck 1993
- Bestandsaufnahme und ökologische Bewertung der Schmetterlinge des Risstales (Alpenpark Karwendel, Nordtirol) unter besonderer Berücksichtigung der Uferlebensräume, mit Karel Cerny, Amt der Tiroler Landesregierung, Abt. Umweltschutz, Innsbruck 1994
- Der Tamariskenzünsler – Merulempista cingillella (Zeller, 1846) – eine für Österreich wiederentdeckte Schmetterlingsart in den Hohen Tauern (Osttirol) (Lepidoptera, Pyralidae), in: Wissenschaftliche Mitteilungen aus dem Nationalpark Hohe Tauern, Heft 2/1996, S. 89–96
- Die Palpenmotten (Lepidoptera, Gelechiidae) Mitteleuropas, mit Gustav Elsner und Zdenko Tokár, hrsg. von František Slamka, Slamka, Bratislava 1999
- Rote Liste gefährdeter Schmetterlinge Vorarlberg, Vorarlberger Naturschau, Dornbirn 2001
- Microlepidoptera of Europe (Herausgeberschaft des Gesamtwerks), Apollo, Strenstrup 1996–2003
- Microlepidoptera of Europe. Volume 3. Gelechiidae I (Teleiodini, Gelechiini), mit Ole Karsholt, Apollo, Strenstrup 1999
- Die Tagfalter Südtirols, Folio-Verlag, Wien-Bozen 2004